# Río Galidzga
El río Galidzga (en georgiano: ღალიძგა; en megreliano: ღალიძგა, romanizado: Ghalish Dzga, lit. 'orilla del río') o Aaldzga (en abjasio: Аалдзга) es un río del extremo sureste de Europa, que nace al sur de las montañas del Cáucaso y fluye en dirección oeste hasta desaguar en el mar Negro.La fuente está ubicada en una zona montañosa de la frontera entre Abjasia y la región de Mingrelia-Alta Esvanetia, los montes de Kodori (cerca del monte Joyali), y fluye a lo largo del municipio de Ochamchire hasta desembocar cerca de Ochamchire. Las principales fuentes de a lluvia y agua subterránea. Los principales afluentes del río son el río Geyiri. El río suele tener inundaciones frecuentes en primavera e invierno. 
El río pasa por las ciudades de Tkvarcheli y Ochamchire. 
Se menciona en fuentes del siglo XVIII como la frontera occidental de Samurzakán.